# Zweigläserprobe
Die Zweigläserprobe wurde um 1800 von dem britischen Urologen Henry Thompson entwickelt und ist eine orientierende Untersuchung des Urins. Sie gibt Hinweise auf die Lokalisation einer bestehenden Harnwegsinfektion oder eines Trippers (Gonorrhoe) beim Mann. Der vom Patienten abgelassene Urin wird beim Urinieren in zwei Portionen aufgeteilt und in zwei Gläsern getrennt aufgefangen. Der so gewonnene Urin wird vor eine Lichtquelle gehalten und beurteilt. Normalharn ist klar. Stärkere Absetzungen und Trübungen sind krankhaft und erfordern eine genauere Untersuchung der Ursache.
Trübungen des Urins können durch eiterbildende weiße Blutkörperchen (Leukozyten) oder Mineralien verursacht sein. Zu beachten ist, dass sie auch nach vegetabiler Kost auftreten.
Eine im ersten Glas aufgefangene trübe Urinportion spricht für eine Entzündung der vorderen Harnröhre (Urethritis anterior), eine im zweiten Glas aufgefangene trübe Urinportion spricht für eine Entzündung der hinteren Harnröhre. Beim Tripper des Mannes kann im ersten Fall angenommen werden, dass die Infektion weniger als drei Wochen zurückliegt.
Die Kenntnis vom Fortschritt der Gonorrhoe ist für eine Krankheitsprognose wichtig. Aus anatomischen Gründen erkrankt beim Mann zuerst der Harnapparat und erst etwa nach drei Wochen der Geschlechtsapparat. Durch ein rechtzeitiges Erkennen der Krankheit und deren Behandlung kann somit eine als Krankheitsfolge mögliche Unfruchtbarkeit verhindert werden.